# Ninel Vakula
Ninel Vakula es una deportista soviética que compitió en piragüismo en la modalidad de aguas tranquilas. Ganó una medalla de oro en el Campeonato Mundial de Piragüismo  de 1970 y una medalla de oro en el Campeonato Europeo de Piragüismo de 1969.

## Palmarés internacional
| Campeonato Mundial | Campeonato Mundial     | Campeonato Mundial | Campeonato Mundial |
| Año                | Lugar                  | Medalla            | Evento             |
| ------------------ | ---------------------- | ------------------ | ------------------ |
| 1970               | Copenhague (Dinamarca) | Medalla de oro     | K4 500 m           |
| Campeonato Europeo |                        |                    |                    |
| Año                | Lugar                  | Medalla            | Evento             |
| 1969               | Moscú (URSS)           | Medalla de oro     | K4 500 m           |